# Chaetostoma taczanowskii
Chaetostoma taczanowskii är en fiskart som beskrevs av Franz Steindachner 1882. Chaetostoma taczanowskii ingår i släktet Chaetostoma och familjen Loricariidae. Inga underarter finns listade i Catalogue of Life.